# Faraglione dell'isola del Giglio
Il Faraglione dell'isola del Giglio è un picco roccioso dell'Arcipelago Toscano che si eleva dal Mar Tirreno di fronte alla costa occidentale dell'isola del Giglio, al largo del promontorio di Punta Faraglione che chiude a sud-ovest la baia di Giglio Campese.
Il faraglione si eleva in un'area che si caratterizza per la presenza di altri scogli affioranti di altezza più modesta; caratteristica è la sua forma con la parte superiore che si incurva verso il tratto costiero dell'isola.